# دي إتش سي للبرمجيات
دي اتش سي للبرمجيات أو دي اتش سي (DHC) (بالصينية: 東華軟件股份公司) هي شركة مساهمة عامة مقرها في بكين. كانت الشركة ضمن مؤشر SZSE 100 SZSE 300 ومؤشر SZSE المكون (أكبر 100 و300 و500 شركة في بورصة شنتشن).
الملياردير شوي شانغدانغ هو المؤسس المشارك ورئيس مجلس إدارة الشركة.

## روابط خارجية
- الموقع الرسمي